# 고테가와 고키
고테가와 고키(일본어: 小手川 宏基, 1989년 9월 12일 ~ )는 일본의 축구 선수이다.

## 구단 경력
그는 2007년부터 2021년까지 J리그의 오이타 트리니타, 기라반츠 기타큐슈, 마쓰모토 야마가 FC에서 활동하였다.